# Depok (Kalibawang)
Depok is een bestuurslaag in het regentschap Wonosobo van de provincie Midden-Java, Indonesië. Depok telt 1329 inwoners (volkstelling 2010).